# Chaparrito (Teksas)
Chaparrito je naseljeno mjesto za statističke potrebe u američkoj saveznoj državi Teksas. Prema popisu stanovništva iz 2010. u njemu je živjelo 114 stanovnika.